# 普萊森特鎮區 (愛荷華州盧卡斯縣)
普萊森特鎮區（英語：Pleasant Township）是位於美國愛荷華州盧卡斯縣的一個行政鎮區。

## 地方資料
根據2010年美國人口普查的數據，普萊森特鎮區的面積為92.46平方千米，當中陸地面積為92.45平方千米，而水域面積為0.01平方千米。當地共有人口229人，而人口密度為每平方千米2.48人。